# Минервин, Николай Львович
Никола́й Льво́вич Мине́рвин (7 [19] мая 1884, Балахна — 2 августа 1959, Москва) — российский и советский кинооператор, фотограф, изобретатель, режиссёр, один из первых русских кинохроникёров.

## Биография
Родился в Балахне Нижегородской губернии в семье учителя. В 1906 году окончил гимназию. Учился на физико-математическом факультете Императорского Новороссийского университета в Одессе, затем перевёлся в Санкт-Петербургский университет, но не окончил его. В студенческие годы увлёкся фотографией.
С 1900 года член Общества любителей изучения Кубанской области (ОЛИКО). В 1908 году произвел серию фотоснимков во время восхождения на Эльбрус, стереоскопические снимки населения Кубанской области и серию стереоскопических диапозитивов «Кавказ». 28 ноября 1908 года выступил с докладом «Попытка восхождения на Эльбрус».
С 1909 года в кино. Для конторы французской компании братьев Боммер в Ростове-на-Дону снял кинохронику «Встреча Католикоса всех армян Маттеоса II Измирльяна в Нахичевани-на-Дону», по заказу кинотеатра «Star» братьев Анохиных — «Покровскую ярмарку в г. Екатеринодаре 27 сентября с. г.» и несколько хроникальных лент, связанных с прибытием в областную столицу графа И. И. Воронцова-Дашкова. В 1911 году основал товарищества «Эльбрус» и «Минерва», выпускающие документальные и художественные фильмы. В 1913 году коллекция фотографических снимков Н. Л. Минервина была представлена на выставке на съезде учёных-естествоиспытателей и врачей в Тифлисе. Позже работал в отделе научных фильмов у А. А. Ханжонкова, где вышло семь его выпусков ежемесячного киножурнала «Кавказский край». До революции снял 76 хроникальных фильмов.
После Октябрьской революции переехал в Москву. Создал лабораторию по производству позитивной плёнки. По воспоминаниям Л. В. Кулешова на ней был напечатан кинофильм «На красном фронте». В 20-е годы был арестован, вышел на свободу через год после многочисленных обращений к Ф. Э. Дзержинскому работников товарищества «Минерва».
В 1925 году работал оператором-хроникёром в «Госкино» («Культкино»). В дальнейшем отошёл от съёмок кинокартин.
В 30-е годы участвовал в проекте по созданию Дома науки и культуры в Новосибирске, им был спроектирован специальный проектор для проецирования фильмов на поверхности купола в зрительном зале. В 1936 году проводил стереоскопическую киносъёмку солнечного затмения для фильма Ростовской студии кинохроники.
Автор более 200 изобретений в области фотохимии, светотехники, оптики и кинопроизводства. Осуществлял съёмку длинными планами, с  мизансценированием, позже ставшим одним из приёмов «внутрикадрового монтажа», в монтажных построениях своих фильмов наряду с кинокадрами широко использовал фотографии. Разработал способ покрытия старой плёнки новой эмульсией, позволяющий повторно использовать киноплёнку. Оператор и специалист в области кинотехники Н. Д. Анощенко отмечал в 1929 году ценность его изобретений: 

Говоря о советских изобретателях в области кино, нужно отметить тот отрадный факт, что наряду со случайными изобретателями не кинематографистами, авторами многих чрезвычайно ценных изобретений являются одни и те же работники советского кино, среди которых нужно отметить оператора Н. Минервина, имеющего 15 патентов, инженера В. А. Зайковского — 8 патентов, профессора Лифшица, Михайлова, Рождественского и др.

В последние годы работал в Министерстве культуры СССР и Управлении культуры Мосгорисполкома.
Умер в 2 августа 1959 году в Москве.
Именем Николая Минервина названа Краснодарская киностудия. В 2016 году на кинофестивале «Флаэртиана» в Перми в программе РГАКФД «Россия в кинокадре (1896—1916)» был показан фильм Н. Л. Минервина «Виды Кавказа» (1910). В 2016 году на Краснодарской киностудии был создан документальный фильм о Н. Л. Минервине — «Потерянный мир» (режиссёр Валерий Тимощенко).

## Фильмография

### Режиссёр
- 1912 — Жертва дикой мести
- 1913 — Кавказский край (документальный)
- 1914 — Последствия урагана в Приморско-Ахтырской станице и на Азовском море (документальный)
- 1914 — Ужасный ураган на Азовском море, во время которого погибло 300 человек (документальный)
- 1915 — Во власти курдов
- 1917 — Мясоедовщина
- 1917 — Таинственное убийство в Петрограде 16 декабря

### Оператор
- 1909 — Покровская ярмарка в городе Екатеринодаре 27 сентября 1909 г. (документальный)
- 1910 — Восхождение на гору Эльбрус (документальный)
- 1910 — Полёт и падение И. М. Заикина в Харькове (документальный)
- 1910 — Виды Кавказа (документальный)
- 1911 — Похороны супругов Тартаковер, жертв зверского убийства в ночь на 26/II-1911 г. (документальный)
- 1912 — Буря в Керчи (документальный)
- 1912 — Жертва дикой мести
- 1912 — История одного письма
- 1912 — Военная жизнь казаков-кубанцев (совм. с П. Ермоловым, документальный)
- 1912 — Жизнь кубанского офицерства (документальный)
- 1912 — День воздушного флота в Екатеринодаре (документальный)
- 1912 — Грязевые вулканы Тамани (образовательный)
- 1913 — Кавказский край (документальный)
- 1913 — Юбилейные торжества дома Романовых в Екатеринодаре (документальный)
- 1914 — Бузной завод
- 1914 — Последствия урагана в Приморско-Ахтырской станице и на Азовском море (документальный)
- 1914 — Ужасный ураган на Азовском море, во время которого погибло 300 человек (документальный)
- 1914 — Предательское нападение турецкого флота на Черноморское побережье (документальный)
- 1914 — Спите орлы боевые, или Война и жизнь
- 1915 — Во власти курдов
- 1915 — Чем займутся наши враги после войны
- 1915 — Бомбардировка Дарданелл англо-французским союзным флотом (документальный)
- 1916 — Фома Кочун — герой кубанец
- 1917 — Мясоедовщина
- 1917 — Таинственное убийство в Петрограде 16 декабря
- 1925 — Вчера и сегодня
- 1925 — Железная песня
- 1926 — Винтик из другой машины

### Сценарист
- 1915 — Во власти курдов

## Награды
- золотая медаль на Международной выставке искусств в Риме за «синематографические работы» (1911)[2][36][39]

## Комментарии
1. ↑  Карточки для стереоскопа из коллекции «Кавказ» Н. Л. Минервина находятся на хранении в Ставропольском государственном историко-культурном и природно-ландшафтном музее-заповеднике имени Г. Н. Прозрителева и Г. К. Праве и приведены в Государственном каталоге Музейного фонда РФ[3].